# 卡貝薩山
64°8′S 62°11′W / 64.133°S 62.183°W
卡貝薩山（英語：Mount Cabeza）是南極洲的山峰，位於帕默群島的布拉班特島東北部，處於黑爾斯峰西南面2公里，在1957年首次出現阿根廷水文地圖。